# 野村マイクロ・サイエンス
野村マイクロ・サイエンス株式会社（のむらマイクロ・サイエンス）は、神奈川県厚木市に本社を置く企業である。半導体産業やフラットパネルディスプレイの生産工程に使用される超純水製造装置の設計・施工・販売やメンテナンスを主要業務とする。

## 歴史
1965年、ゼネラル・エレクトリック社（GE）のアメリカ・ニューヨーク州スケネクタディにある研究所で、隕石の放射線履歴の研究中に、天然放射線に曝された雲母を酸に浸したところ、円筒形の微細な孔がエッチングで形成されていることが偶然発見された。GEの技術者はこの発見をプラスチックに応用。ポリカーボネートのフィルムにウラン235の核分裂粒子を照射したのち水酸化ナトリウム溶液でエッチングして微細な孔をあけた極薄のニュークリポアメンブレンを作り出すことに成功した。この研究は1966年にカリフォルニア州のヴァレシトス原子力センターに移管し、商品化や応用研究が続けられた。原子力センター営業マネージャーのロバート・コイル（Rovert N.Coyle）は、隣家に住む岡本純一にサンプルを見せ、「日本でこれを扱ってくれる人はいないだろうか」と話を持ち掛けると、岡本は懇意にしていた野村海外事業株式会社（以下、野村海外と略記）社長の野村康三にそのサンプルを送った。野村康三は1968年9月23日に渡米し、GE関係者と面談しニュークリポアメンブレンや今後の事業計画の説明を受けた。帰国後、野村證券社長の奥村綱雄に協力を求めると、野村総合研究所社長の佐伯喜一を紹介され、会社設立にあたって奥村・佐伯両氏から協力を得られることとなった。野村海外取締役の町井好夫は、ニュークリポアメンブレンを扱うにあたり、メンブレンの製品特性や、荷電粒子や中性子について、高崎原子力研究所や日本アイソトープ協会、防衛庁を訪問するなどして知識を習得した。
1968年12月13日、町井取締役と原子力センター総支配人のL.S.Moodyとの間で、総代理店契約を締結。1969年1月に、野村グループで唯一技術者を擁する北興化学工業（以下、北興と略記）の協力を要請し、1月27日の野村海外の取締役会で新会社によるニュークリポアメンブレンの事業化を決定。発起人には野村海外・北興のほか大和銀行、野村證券、東京生命保険、野村建設工業、野村貿易の各社から頭取や社長・会長が名を連ねた。野村海外・北興各1千万円の出資で、資本金2千万円の新会社「野村マイクロ・サイエンス株式会社」（以下、野村MSと略記）が1969年4月2日に発足した。東京都中央区日本橋本石町の三井別館にあった北興本社の一角を間借りし、初代代表取締役社長には野村康三が就任、町井は専務取締役に就いた。ニュークリポアメンブレンのポア（孔）をイメージしたドットで野村のNを描き、原子核構造とデオキシリボ核酸の二重らせんを図案化した社章は町井によるデザインである。野村財閥各社が使用する「蔦にヤマト」とは異なる社章を使うことについては、野村康三が各社を説得し円満に解決。2024年現在も変わらず使用されている。
母体となる野村海外や北興とは業種が異なるため両者を通じた販売は困難であり、町井はサンプルを持って東洋濾紙や安積濾紙、焼結金属、日本碍子などろ過に関係する企業を回って販売に務めた。当時の先行商品には「ミリポア」があり、日本では三光純薬が代理店として販売業務を行っていた。アメリカのミリポア社は日本における現地法人「日本ミリポア」を設立し、三光純薬との代理店契約を解除した。そこで野村MSは三光純薬を代理店に起用したが、ミリポアの製品には使いやすさ向上のための付帯製品がすでに開発されており、ニュークリポアメンブレンの売上は思うように伸びなかった。
1972年3月、町井と北興からの出向者は米国での開発・販売状況調査のためGEを訪問。ニュークリポアメンブレンをプリーツ状に加工したカートリッジを持ち帰った。この製品はろ過精度は優れているが高価であり、寿命向上のため、メンブレンの手前で使用する安価なプレフィルターの開発が求められた。濾紙の開発には本州製紙の協力が得られ、0.4ミクロンの微粒子を捕捉できるプレフィルターと、0.2ミクロンのメンブレンカートリッジを使用した除菌水装置が、1973年12月に東京医科歯科大学医学部附属病院に納入された。このプレフィルターカートリッジは、北興の「HO」と野村マイクロの「MIC」を採って「ホーミックカートリッジ」と名付けられた。1973年には、台糖神戸工場の液糖の酵母除去、キッコーマンの焼酎製造工程で脱臭に使用される活性炭の分離、キリンビール高崎工場では、傷の入った瓶に詰められたキリンレモンは回収されるが、開栓の際に混入される異物の除去などに採用された。酒造会社で火落ち菌除去に使用するテストも行われたが、肝心の風味まで除去してしまい不採用となった。日本コカ・コーラから、糖液や製品中の酵母の計数にニュークリポアメンブレンが適用可能かどうかの問い合わせがあり、酵母を染色して生菌と死菌に色分けすることにより培養を経ずに検定する「直接顕微鏡観察検定法」が開発された。この検定法は半導体用の超純水の微粒子の計数に応用され、「NOMURA METHOD」と呼ばれるようになった。
ニュークリポアメンブレンとホーミックカートリッジを半導体メーカーに販売すべく、日本電気（NEC）玉川工場の純水装置に取り付けてテストしたところ、LSI 4KDRAMの収率が著しく向上する効果があった。NECの子会社で部品洗浄を行う光山電気工業を紹介され、小型の純水装置を販売することができた。これが純水装置販売第1号となる。1973年から日揮の協力の下で開発を行っていた、原子力発電所排水のクラッド除去装置は、試験に時間を要したものの1974年9月にホットテストを完了し、東京電力福島第一原子力発電所に納入された。
1973年9月1日、特許やノウハウなどを含めた北興のニュークリポア開発室の資産を有償で譲り受け、北興から独立の道を歩んだ。技術研究部門は神奈川県厚木市の北興中央研究所の敷地内に新たな研究棟を建てた。授権株式を64万株に拡大し、北興が134000株で筆頭株主となる。野村グループ外からも出資を受け、大和銀行、野村證券、東京生命、日揮、積水化学工業が各6万株を所有。野村海外は11,400株を所有し、出資比率は1.9%まで低下した。
1975年、超LSIの研究を行っていた電電公社武蔵野通信研究所に超純水システムを納入。半導体産業において、野村MSが「純水御三家」の一角として認知される大きな出来事となった。純水装置を海上コンテナに収納する案は同研究所室長の有吉昶のアイデアであった。1976年、新大阪駅近くのマンションの一室に大阪出張所開設。1977年8月には、日本橋本石町の北興本社の一角から千代田区神田鍛冶町の貸ビルに本社を移転した。その本社も間もなく手狭になり、大和銀行から野村MSに入社した常務の伝手で1981年2月に大手町の丸ノ内野村ビルディングに再び移転した。その後同ビルは建て替えのため、1989年に港区芝大門の東京生命芝ビルに移転している。厚木の事業所も業容拡大に加え周囲の車の往来が激しくなり、1980年より移転が検討された。社員の多くが厚木周辺に居住していることから厚木市内に移転先を求めたところ、社員の関係者が勤める三和銀行厚木支店より土地の貸主の紹介を受けることができ、1981年7月3日に厚木市岡田の新事業所への移転を完了した。
1980年代に入ると日本国外向けの市場にも注力し、1983年の韓国の三星半導体通信（現 サムスン電子）富川工場向けに初めて国外向け一貫システムを受注したのをはじめ、1985年には台湾の聯華電子にシステムを納入した。
1989年12月、大和銀行不動産部の紹介により厚木事業所の近隣の土地を購入。1990年10月16日より新社屋を着工し、1991年6月に竣工。同8月5日より、本社機能を東京から厚木の新社屋に移転した。1994年4月2日に伊勢原市のフォーラム246で開催された創立25周年記念式典において、社長の佐藤久雄は「3年後をめどに株式を店頭公開したい」旨を発表。審査に向けた帳簿作成の難航に加え、1997年には山一證券・北海道拓殖銀行の破綻など株式市場の混乱から延期された。2000年6月に社長に就任した千田豊作のもと、2005年4月に改めて株式公開準備室を開設。2007年10月にJASDAQ市場への上場を果たした。その後2020年5月25日に東京証券取引所第二部、2021年6月2日に同一部、2022年4月4日からはプライム市場に変更している。

## 事業
日本半導体製造装置協会の賛助会員として加入しており、ウェハーの製造などの工程で使用される超純水に関連する装置の製造・販売やサポート業務を行う。逆浸透膜やイオン交換膜、限外ろ過膜などの技術を組み合わせ、通常はイオン交換膜の再生には酸やアルカリの再生剤が使用されるが、薬剤を不要とする「ノンケミカル装置」も開発している。製薬メーカー向けには、従来の蒸留法に変わる限外ろ過膜を使用した注射用水製造装置を提供する。